# Dominik Frieser
Dominik Frieser (* 9. September 1993 in Graz) ist ein österreichischer Fußballspieler.

## Karriere

### Karrierebeginn und erste Schritte im Herrenfußball
Frieser begann seine Karriere beim SK Sturm Graz. Zwischen 2001 und 2002 spielte er für den SV Gössendorf. Im September 2002 kam er in die Jugend des Grazer AK. Zur Saison 2007/08 kehrte er in die Akademie von Sturm zurück. Im Oktober 2008 wechselte Frieser zum SC Seiersberg, bei dem er in der achtklassigen Zweitmannschaft zum Einsatz kam. Im August 2009 wechselte er zum sechstklassigen SVU Kumberg. Im Februar 2010 kehrte er zu Seiersberg zurück.
In der Winterpause der Saison 2010/11 wechselte Frieser zum viertklassigen SC Fürstenfeld. Im März 2011 debütierte er in der Landesliga, als er am 16. Spieltag jener Saison gegen den SV Pachern in der 85. Minute für Bastian Jedliczka eingewechselt wurde. In der darauffolgenden Saison erzielte er im August 2011 bei einem 4:0-Sieg gegen Pachern sein erstes Tor für Fürstenfeld in der vierthöchsten Spielklasse. Sowohl in der Saison 2011/12 als auch in der Saison 2012/13 kam er in allen 30 Saisonspielen von Fürstenfeld zum Einsatz.

### Wechsel in die zweite Liga und Leihe in die Regionalliga
Nach zweieinhalb Jahren in der Landesliga wechselte er zur Saison 2013/14 zum Zweitligisten TSV Hartberg. Im August 2013 gab er sein Debüt in der zweiten Liga, als er am dritten Spieltag jener Saison gegen den SV Horn in der 85. Minute für Peter Žulj eingewechselt wurde. Bis zur Winterpause kam er zu sieben Zweitligaeinsätzen für die Hartberger. Im Jänner 2014 wurde er für ein halbes Jahr an den Regionalligisten SC Kalsdorf verliehen. Sein erstes Spiel in der Regionalliga absolvierte er im März 2014 gegen den USV Allerheiligen. Im Mai 2014 erzielte er bei einem 3:0-Sieg gegen den SAK Klagenfurt sein einziges Tor für Kalsdorf in der Regionalliga. Insgesamt kam er zu 14 Einsätzen für Kalsdorf in der dritthöchsten Spielklasse.
Nach seiner Rückkehr zu Hartberg stand er im August 2014 am fünften Spieltag der Saison 2014/15 gegen den SC Austria Lustenau erstmals in der Startelf von Hartberg. Sein erstes Tor in der zweithöchsten Spielklasse erzielte er im Mai 2015 bei einem 1:0-Sieg gegen den SV Horn. Bis Saisonende kam er zu 30 Einsätzen in der zweiten Liga und erzielte dabei ein Tor, mit Hartberg musste er jedoch als Tabellenletzter in die Regionalliga absteigen.

### Über Kapfenberg in die Bundesliga

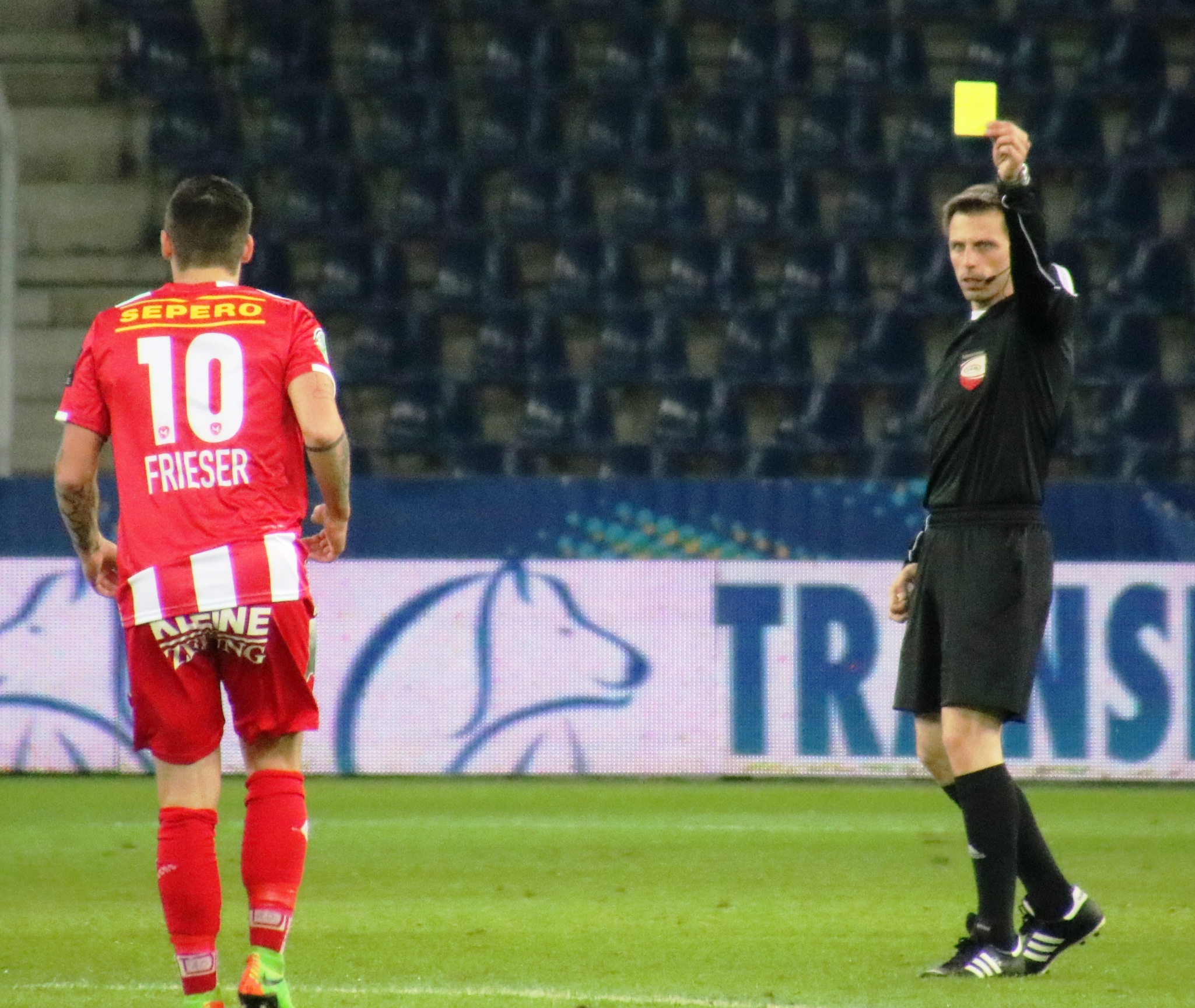
Frieser erhält im Dress der KSV eine Gelbe Karte gegen Red Bull Salzburg (2017)

Daraufhin schloss Frieser sich zur Saison 2015/16 dem Zweitligisten Kapfenberger SV an. In seiner ersten Saison für die KSV kam er zu 35 Einsätzen in der Liga und erzielte dabei fünf Tore, lediglich ein Spiel verpasste er gesperrt. In der darauffolgenden Saison 2016/17 kam Frieser in 34 von 36 Saisonspielen zum Einsatz und konnte dabei zwei Tore machen.
Zur Saison 2017/18 wechselte er zum Bundesligisten Wolfsberger AC, bei dem er einen bis Juni 2018 laufenden Vertrag erhielt. Sein Debüt für die Kärntner in der Bundesliga gab er im Juli 2018, als er am ersten Spieltag jener Saison gegen den FC Red Bull Salzburg in der 82. Minute für Thomas Zündel ins Spiel gebracht wurde. Am vierten Spieltag stand er gegen Sturm Graz erstmals in der Startaufstellung der Wolfsberger. Im Mai 2018 erzielte er bei einem 2:1-Sieg gegen den FK Austria Wien seine ersten beiden Tore in der höchsten Spielklasse. Dadurch wurde Frieser erst zum vierten Spieler, dem es gelungen war in allen acht Spielklassen ein Tor zu erzielen. Insgesamt kam er in seiner ersten Bundesligasaison zu 22 Einsätzen, in denen er vier Tore erzielte.

### Mit dem LASK im Europapokal
Nach dem Auslaufen seines Vertrages beim WAC wechselte er zur Saison 2018/19 zum Ligakonkurrenten LASK, bei dem er einen bis Juni 2020 laufenden Vertrag erhielt. Im Juli 2018 absolvierte er sein erstes internationales Spiel, als er für die Oberösterreicher im Zweitrundenhinspiel der Qualifikation zur Europa League gegen den Lillestrøm SK in der 84. Minute für Reinhold Ranftl eingewechselt wurde. In der Nachspielzeit erzielte Frieser zudem den Treffer zum 4:0-Endstand. Nachdem man auch im Rückspiel gegen die Norweger siegreich gewesen war, traf man in der dritten Runde auf Beşiktaş Istanbul. Nach einer 1:0-Auswärtsniederlage schied man nach einem 2:1-Heimsieg im Rückspiel aus dem Bewerb aus, Frieser erzielte im Rückspiel den Treffer zur zwischenzeitlichen 2:0-Führung des LASK. Im November 2018 wurde sein Vertrag bei den Oberösterreichern vorzeitig bis Juni 2021 verlängert. In zwei Spielzeiten beim LASK kam Frieser zu 61 Bundesligaeinsätzen und erzielte 14 Tore.

### Wechsel nach England und Italien
Zur Saison 2020/21 wechselte er nach England zum Zweitligisten FC Barnsley, bei dem er einen bis Juni 2022 laufenden Vertrag erhielt. Für Barnsley kam er insgesamt zu 56 Einsätzen in der EFL Championship. Im Dezember 2021 wurde sein Vertrag beim Zweitligisten aufgelöst. Daraufhin schloss Friese sich im Februar 2022 dem italienischen Drittligisten FC Cesena an. Für Cesena kam er zu 16 Einsätzen in der Serie C.

### Rückkehr nach Österreich
Nach einem Halbjahr in Italien kehrte Frieser im August 2022 zum Bundesligisten TSV Hartberg zurück, bei dem er einen bis Juni 2025 laufenden Vertrag erhielt. Für Hartberg kam er in der Saison 2022/23 zu 27 Einsätzen im Oberhaus. In der Saison 2023/24 absolvierte er 30 Spiele und erzielte dabei zwei Tore. Mit Hartberg spielte er die beste Saison der Klubgeschichte und beendete die Spielzeit als Fünfter.
Zur Saison 2024/25 wechselte er innerhalb der Bundesliga zum Grazer AK, bei dem er bereits in seiner Jugend gespielt hatte. In Graz erhielt er einen bis 2026 laufenden Vertrag.